# Dalima columbinaria
Dalima columbinaria är en fjärilsart som beskrevs av John Henry Leech 1897. Dalima columbinaria ingår i släktet Dalima och familjen mätare. Inga underarter finns listade i Catalogue of Life.